# Linopodes motatorius
Espèce
Synonymes
- Acarus motatorius Linnaeus, 1758
(protonyme)

Linopodes motatorius est une espèce d'acariens de la famille des Eupodidae.